# Coelichneumon desultorius
Coelichneumon desultorius är en stekelart som först beskrevs av Wesmael 1848.  Coelichneumon desultorius ingår i släktet Coelichneumon och familjen brokparasitsteklar. Inga underarter finns listade i Catalogue of Life.